# لورین ولز
لورین وِلـِز (انگلیسی: Lauren Vélez؛ زادهٔ ۲ نوامبر ۱۹۶۴) یک هنرپیشه اهل ایالات متحده آمریکا است. وی از سال ۱۹۹۴ میلادی تاکنون مشغول فعالیت بوده‌است.

## گزیدهٔ آثار

### سینما
- آنا (۲۰۲۰)

### تلویزیون
- دکستر (۲۰۱۲–۲۰۰۶)
- بتی بی‌ریخته (۲۰۱۰–۲۰۰۹)
- قانون و نظم: واحد قربانیان ویژه (۲۰۰۴)
- قانون و نظم (۱۹۹۹ و ۲۰۰۲)